# Coopernook
Coopernook är en ort i Australien. Den ligger i kommunen Greater Taree och delstaten New South Wales, i den sydöstra delen av landet, omkring 260 kilometer nordost om delstatshuvudstaden Sydney.
Närmaste större samhälle är Taree, omkring 18 kilometer sydväst om Coopernook. 
I omgivningarna runt Coopernook växer i huvudsak städsegrön lövskog. Runt Coopernook är det glesbefolkat, med 12 invånare per kvadratkilometer. Genomsnittlig årsnederbörd är 1 825 millimeter. Den regnigaste månaden är februari, med i genomsnitt 359 mm nederbörd, och den torraste är oktober, med 41 mm nederbörd.